# Emae
Emae is een eiland van de Shepherd-eilanden in Vanuatu. Het is 31 vierkante kilometer groot en het hoogste punt is 644 meter.  Er woonden in 2009 743 mensen. Het eiland is  een Polynesische exclave waar een Polynesische taal gesproken wordt. Op de andere eilanden worden twee verschillende (Melanesisch) talen gesproken die het nauwst verwant zijn aan de taalgroep die in het midden van de Vauatu-archipel wordt gesproken.
Op Emae is een airstrip en er bestaat een lijndienst die driemaal per week de eilanden met de hoofdstad Port Vila verbindt. Het eiland wordt door avontuurlijke toeristen bezocht; er is daar een eenvoudige verblijfsmogelijkheid in bungalows.

## Geologie
Het eiland is feitelijk het hoogste gedeelte van de omtrek van de krater van de vulkaan Makura die onder zeeniveau ligt.

## Fauna
Er zijn 84 vogelsoorten waargenomen waaronder endemische soorten voor de archipel en zes soorten van de Rode Lijst van de IUCN zoals de  rifgriel (Esacus magnirostris), vanuatuboshoen (Megapodius layardi), koningspapegaaiamadine (Erythrura regia) en vanuatu-purperspreeuw (Aplonis zelandica). Er komen slechts twee zoogdieren voor: Pteropus anetianus en de Tongavleerhond (Pteropus tonganus).